# David Báyev
David Albértovich Báyev (en ruso: Давид Альбертович Баев; 7 de noviembre de 1997) es un deportista ruso que compite en lucha libre.
Ganó una medalla de oro en el Campeonato Mundial de Lucha de 2019 y una medalla de oro en el Campeonato Europeo de Lucha de 2025, ambas en la categoría de 70 kg.

## Palmarés internacional
| Campeonato Mundial | Campeonato Mundial      | Campeonato Mundial | Campeonato Mundial |
| Año                | Lugar                   | Medalla            | Categoría          |
| ------------------ | ----------------------- | ------------------ | ------------------ |
| 2019               | Nursultán (Kazajistán)  | Medalla de oro     | 70 kg              |
| Campeonato Europeo |                         |                    |                    |
| Año                | Lugar                   | Medalla            | Categoría          |
| 2025               | Bratislava (Eslovaquia) | Medalla de oro     | 70 kg              |